# Ahnenloch
Ahnenloch (auch Aehnenloch) ist der Name einer Karsthöhle im Höhenzug Kočevski Rog in der Nähe der Wüstung Podstenice, in der Gemeinde Dolenjske Toplice in der Unterkrain (Slowenien).

## Beschreibung
Unter der Spitze des Hügels Spodnja Lašče öffnet sich ein 30 × 40 m großes Erdloch. Die Höhle ist eine der schönsten Tropfsteinhöhlen in Kočevski Rog.
Der Haupteingang unter der überhängenden Mauer ist zugeschüttet und der Durchgang ist anfangs sehr eng. Von dort aus fällt das Gelände 17 m in eine 15 × 20 m große Halle ab. Der Boden der Halle fällt in einen steilen Hang ab, der in einen 55 m tiefen, in die Mauern eingeschnittenen Abgrund übergeht, an dessen Boden sich die Halle und ein kürzerer Tunnel befinden. Die Gesamttiefe der Höhle vom Rand des Eingangslochs beträgt 118 m und die Länge 229 m.